# Patrice Chagnard
Patrice Chagnard, né le 8 mai 1946 à Grenoble, est un réalisateur de cinéma français.

## Biographie
Après des études de philosophie et un premier court-métrage (un portrait de beatnik) qu'il réalise à 19 ans, Patrice Chagnard devient hippie en 1968 : il voyage seul pendant quatre ans en Orient et en Asie.
Il se consacre ensuite à la réalisation de documentaires pour la télévision au Brésil, en Afrique et au Bangladesh. Il travaille plus tard pour l'émission Le Jour du Seigneur, puis pour le cinéma avec un premier long-métrage en 1995.
Il collabore avec Claudine Bories depuis 1995.

## Filmographie

### Télévision
- 1969 : Travailleurs à Escaudain (coréalisateur : Raymond Vidonne).
- 1980 : Quelque chose de l'arbre, du fleuve et du cri du peuple.
- 1982 : Le Lieu du combat.
- 1984 : Swamiji, un voyage intérieur.
- 1985 : Zen, le souffle nu.
- 1987 : Ashok et Vimal, une enfance sans larmes.
- 1991 : La Blessure de Jacob.
- 1993 : La Prophétie du Bien-Aimé.
- 1999 :
  - Jérusalem.
  - Katmandou.
  - Istanbul.
- 2001 : Des sources du Gange à Bénarès.
- 2003 : Impression musée d'Alger.

### Cinéma
- 1995 : Le Convoi.
- 2006 : Dans un camion rouge.
- 2007 : Et nos rêves (coréalisatrice : Claudine Bories).
- 2010 : Les Arrivants (coréalisatrice : Claudine Bories)[Note 1].
- 2014 :  Les Règles du jeu (coréalisatrice : Claudine Bories).
- 2019 : Nous le peuple (coréalisatrice : Claudine Bories).
- 2021 : Vedette (coréalisatrice : Claudine Bories).